# 玉夫座长城

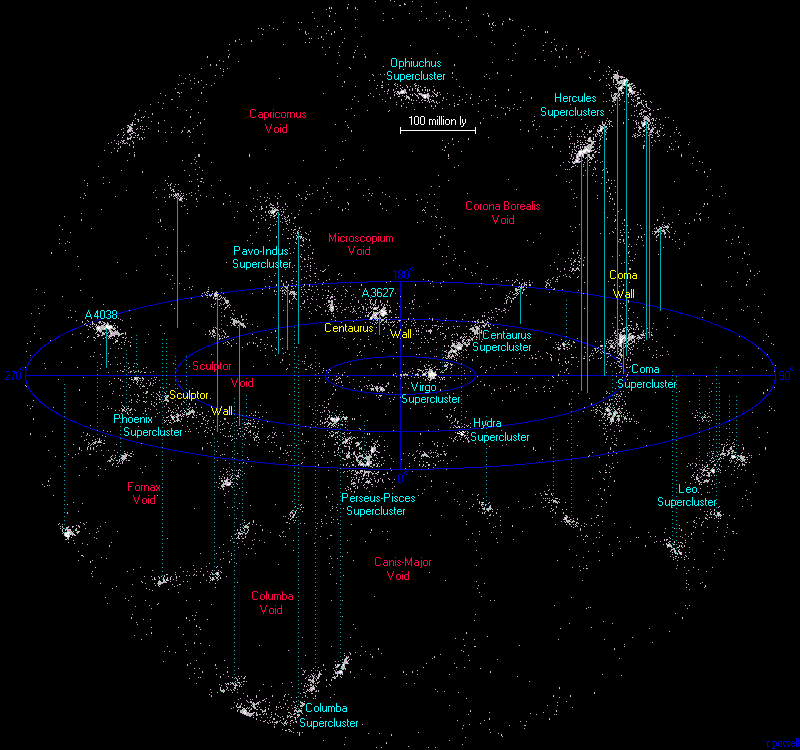
包括玉夫座長城的近域宇宙（local universe）。

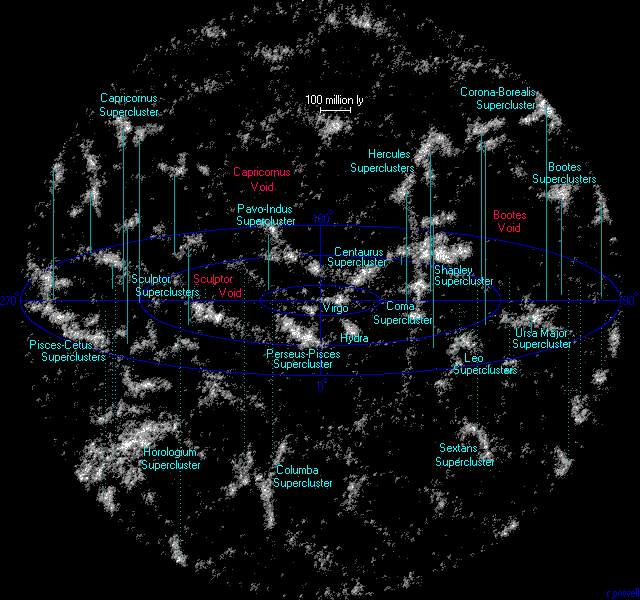
包括玉夫座超星系團的近域宇宙。

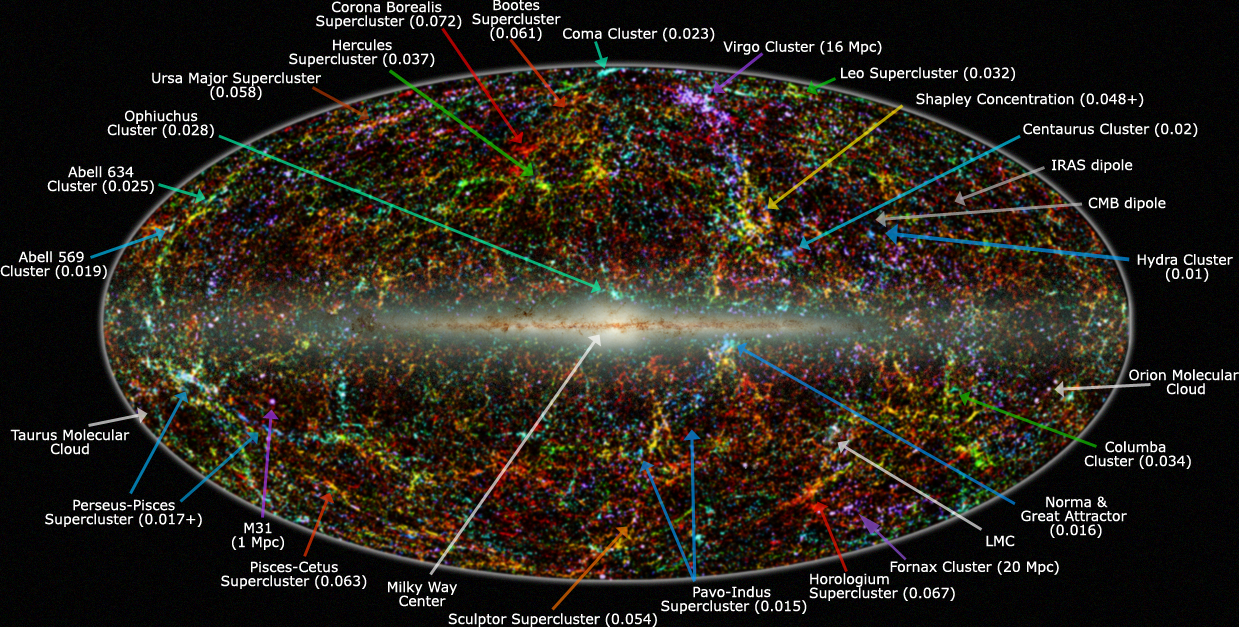
2MASS的距離圖，包括近域宇宙主要的玉夫座超星系團。

玉夫座長城（紅移是Z=0.03）是一個相對靠近銀河系的星系超級結構（星系長城），也是一般所謂的玉夫座超星系團。這個超級結構也稱為"南方長城"、"大南方城牆"、"南牆"，以與北方長城或直接稱為長城的CfA2長城相呼應。它的結構在'紅移空間'的維度長8000 km/s，寬5000 km/s，深1000 km/s。